# 日出郎
日出郎（ひでろう、別名:天狗連志ん進、本名:ニシダシンジ、1964年10月30日 - ）は、京都府舞鶴市出身のダンサー・歌手・タレント・声優・俳優・ドラァグクイーン・落語家（天狗連として）・経営者。愛称はヒデリン、ヒデピョン。血液型はB型。 オンリーユー所属。
1990年代バブル景気時代を代表するおねぇタレント。現在は、芸能活動の傍ら、新宿二丁目でバーを数軒経営している。

## 略歴・逸話
幼少より歌う事が好きで、初めて買ったレコードは、ジャクソン5と岩崎宏美。高校時代には、b-flowerのギタリスト鈴木浩とバンドを組みボーカルを担当した。
1983年に、東京都新宿区住友ビル49階にあるショーパブ「ギャルソンパブ」で、ダンサーとしてデビュー。その後、25年間に渡り都内の各所のショーパブで主演ダンサーとして活躍する。
1985年に、バラエティ番組『天才・たけしの元気が出るテレビ!!』（日本テレビ）で、バラエティに出演する初のオネェタレントとしてテレビに初登場し強烈な厚化粧と奔放な発言で人気を博す。当時の顔立ちや風貌がそのまんま東と似ていたことから、当番組やビートたけしが出演する他の番組でも度々そのことをネタにされた。
元気が出るテレビのドッキリ企画ではニューハーフの家族への偽カミングアウト企画で感動のあまり涙を流したカルーセル麻紀の涙をスポイトで取り「オカマの涙は長寿の薬」と叫んだあげく張り倒され、たけしを爆笑させる他、「初恋さんに会いにいく」「失恋バスツアー」等、準レギュラーとして活躍した。
タモリにも非常に可愛がられ、タモリ倶楽部（テレビ朝日）、ボキャブラ天国（フジテレビ）に度々出演する等、最盛期は週に10本以上のレギュラー/準レギュラーのバラエティ番組に出演。オネエバラエティタレントの開拓者的存在になる。
美輪明宏には「本をお読みなさい」と小言を言われた際に赤川次郎の「三毛猫ホームズ」をカバンから出して見せ「読んでます」と反論した故、美輪から「こんなものは本じゃありません」と逆鱗にふれた。
ギャグでは「パッキーン」「ガビーン」「しなさーいさーいさーい」「何ひとつ盛り上がる事なく」「オカマの涙は長寿の薬」「あ"あ"あ"あ"あ"あ"〜」と絶叫、などがある。
日本ではオカマ初のテクノ アイコンドラァグクイーンとなり、新宿花園神社横ミロスガレージや芝浦ゴールドの初期ゲイナイト等でパフォーマンスをし様々なミュージシャンと交友を広める。特に電気グルーヴとの親交は公私共に深かった。
1991年、写真集『神様のいたずら』を発売。写真週刊誌FRIDAYに吉沢秋絵との交友関係を報道され、初のスキャンダルとして、ファンを驚かせた。
1992年、スペインのディスクジョッキーチモ・バヨのヒット・シングル『俺はチモ・バヨ〜燃えろバルセロナ』をカバーした『燃えろバルセロナ』（アルファレコード）でCDデビューを果たす。原曲のサビのフレーズ"Esta me gusta Me la como yo"を「エクスタシー獲たけりゃ肛門よ」と空耳風に歌っている。キャッチフレーズは「怒っちゃやーよ!」。中森明菜との密会を写真週刊誌FOCUSに撮られ話題になる。
1994年8月29日〜9月11日　銀座博品館劇場にてフランス　リール市よりドラァグクイーン達を招いたレビューショー 
『Les Folie’s de Paris』
に参加。
日本にはまだドラァグクイーンの概念が無かった為、メディアで人気のミスターレディ達がオーデションで選ばれた。
構成・演出　ロベール・トマ
フランスキャスト:クロード・トマ、ロリタ、ドミニック、ドゥスプリィ　他
日本キャスト:日出郎、朝川ひかる、本木くらら、一ノ瀬康子　他

1993年-1995年ダウンタウンのごっつええ感じ（フジテレビ系）にもたびたびゲスト出演、コーナー企画「セップン道場」では、浜田雅功、松本人志両者と接吻、出演の男性タレントの中で優勝、初代チャンピオンに輝く。プロレス企画「キャリー東野のアイドル虎の穴」では、日景忠男や志茂田景樹とタッグを組み挑んだが、キャリー東野、木村ちゃんに敗退している。
1995年-1996年にNHK教育テレビで放送された『なんでもQ』第1シリーズ『むしむしQ』では「カマキリのかあちゃん」を歌い、日本コロムビアから発売されたアルバム『むしむしQ』に収録。1995年-1999年アメリカ留学。芸能活動を一時休止した。
1998年「めちゃ×2イケてるッ!」（フジテレビ系 12月5日放送）でのナインティナインがイタリアまで中田英寿に会いに行くという企画で、途中ペルージャのクラブハウスまで入り交渉シーンなども流し番組を最後まで引っ張りに引っ張り、ようやくスタジアムでヒデとご対面する、という場面で日出郎が小走りで出てきたことで視聴者を愕然とさせ高視聴率を得て番組の神回とされた。ナインティナインは東京から、この頃、サンフランシスコ在住休業中の日出郎はアメリカからローマ入りした。
2000年、アニメ『OH!スーパーミルクチャン』（WOWOW）の大家役で声優に初挑戦する。
2000年-2003年、JALホテルズ系、プリンスホテル系を中心に全国ニューハーフ・ディナーショー・ツアーを敢行、47都道府県を回る。
2003年、2nd『ターニング・ポイント』（ニューセンチュリーレコード）を発表、初のバラードシングルで歌唱力を評価される。
2008年、DVD「アゲパラ」PARTY X PARTYメンバーとしてリリース（ぱっぷる社）。
2010年4月4日に、坂本ちゃん、ずれやまズレ子とユニット「花の中年トリオ」（花中）を結成。ユニット内で日出郎は花中淳子と名乗る。デビュー・シングル「花中時代」（Zureyama's Record/VIVID SOUND）を発売。
2011年2月、ソロとしては8年ぶりとなるマキシシングル「ShutUppp!」（Zureyama's Record/VIVID SOUND）をリリース。カップリング曲には岩崎宏美「シンデレラ・ハネムーン」をトランス編曲でカバー。同年10月に自身初となる両A面シングル「友人代表/ガン降りの雨」（FANTAGIO ENTERTAINMENT）とコンスタントにCD発売する。
2013年7月30日放送の『解決!ナイナイアンサー』（日本テレビ系）にゲスト相談員として出演。収録中にトイレに行き、岡村隆史を困らせる自由奔放さを見せた。
2014年7月13日CSサムライTV「プロ格向上委員会（仮）」第4回G1 CLIMAXスペシャルにゲスト出演。司会：ユウキロック、アシスタント：桑原みずき、ゲスト：二階堂綾乃、白川未奈。プロレスはアントニオ猪木ｖｓハルク・ホーガンで止まっているアウェーの仕事であったが、20年ぶりのテレビ生放送出演であった。
2014年11月17日のニコニコ生放送「よしもとタウン2014 in 東京 ルミネtheよしもと爆笑ネタライブ」に罰キスキャラとして登場。初めてルミネtheよしもとの舞台に立つ。この時キスした若手芸人は、バイク川崎バイク、パンサーの向井慧・尾形貴弘、つよし（マキシマムパーパーサム）など。司会はワッキー、堤下敦。
2015年12月26日公開・電気グルーヴのドキュメンタリー映画『DENKI GROOVE THE MOVIE? 〜石野卓球とピエール瀧〜』（監督：大根仁）に出演している。
2016年3月23日・30日放送のBS朝日テレビドラマ『女優堕ち』に、かずママ役で出演。原作：河原れん、監督・脚本：金井純一、共演：森口瑤子、葵わかな、渡辺真起子、山崎一、丘みつ子他。
2016年7月18日、シングル「EXCITE」（Zureyama's Record/VIVID SOUND）発売。
2017年、渡辺裕太が好きすぎて、所属事務所まで渡辺と同じ事務所に移籍する。しかし同年4月に有吉反省会（日本テレビ系）番組内の禊でパーフェクトミュージックに移籍。2017年5月16日に元の事務所に戻る。
2017年12月16日、「日出郎35周年　日出郎&渡辺裕太 一夜限りのディナーショー」町田ヴィラホテルにて開催。企画の中で胸中の渡辺と結婚披露宴を行う。
2018年2月28日、1992年発表楽曲「燃えろバルセロナ」が石野卓球によりリメイクされ「燃える!バルセロナ」（キューンミュージック）としてiTunes Store・レコチョクなどで音楽配信リリース。 エレクトリックミュージック部門1位を獲得。限定アナログ盤ジャケットは日出郎自身が大ファンでもある中森明菜の「TATTOO」ディスクジャケット写真のオマージュとTwitter等で語っており、忠実に再現している。石野と日出郎によるTwitter上でのやり取りをきっかけに楽曲がリメイクされることになった。ギターは吉田サトシ。マスタリングは木村健太郎が担当。“エクスタ死voice”としてピエール瀧も参加。
2020年7月27日発売の週刊女性（8月4日・11日合併号）にて「元祖オネエタレント日出郎、ステージ衣装を着物に着替えて落語に夢中なの」との記事が掲載される。
2020年9月4日公開映画『メグライオン』（監督：河崎実）に出演。
2022年4月7日放送「じっくり聞いタロウ〜あの有名人は何やってるのSP㊙報告〜」（テレビ東京）にて自身のYouTube「日出郎の名曲ベストヒットリアクション」（2021年開始）にて1970年代〜1980年代の時代を彩った歌手を語る動画をコンスタントにUPしている事を紹介されている。
2023年10月30日デビュー40周年を記念してSHIBUYA PLEASURE PLEASUREにて日出郎40thANNIVERSARY&59thBirthday concertを開催した。
2024年10月30日「還暦ディナーライブ〜RED」を上野池之端ライブスペースQuiにて開催。

## 電気グルーヴ関連
電気グルーヴによる2018年3月3日に大阪・Zepp Namba、3月16・17日に東京・Zepp Tokyoでのワンマンライブ「クラーケン鷹」にシークレットゲスト出演。電気グルーヴとは25年ぶりにステージで共演。同年8月「ライジング・サン・ロックフェスティバル2018」「SUMMER SONIC2018 SONICMANIA」に電気グルーヴのゲストとして出演。同年12月「COUNTDOWN JAPAN1819」に電気グルーヴのゲスト・ボーカルとして出演。
2019年3月13日、電気グルーヴのウルトラの瀧がコカインを使用したとして厚生労働省関東信越厚生局麻薬取締部に麻薬及び向精神薬取締法違反容疑で逮捕された事を受け「毛皮のマリー」の派手なドラァグクイーン衣装で記者会見に登場。
2022年 Zeppツアー2022「みんなと未来とYシャツと大五郎」のMCにおいて本名がShinji Nishidaである事を連呼される

## 高座関連
2018年5月6日、浅草東洋館にて落語好き天狗連として落語会「天狗連　参る」を開催・初高座を務める。40年来の知人でショーを観に来ていた落語家金原亭世之介から指導を受ける。。演目は「猫の皿」。共演：金原亭世之介、神木優(後の金原亭志ん喜)、工藤祐樹丸（後の金原亭駒平）、ポール宮田他。
2018年12月23日、浅草東洋館「天狗連参る其の弐」を開催し、古典落語「厩火事」を披露。共演：金原亭世之介、神木優、松井悠（和悠斗）、渡辺裕太、金原亭駒平
2019年6月23日、浅草フランス座演芸場東洋館「天狗連参る其の参」出演、古典落語「風呂敷 (落語)」を披露。共演：金原亭世之介、神木優、松井悠（和悠斗）、砂原健佑、安川純平、金原亭駒平。
2019年12月22日、浅草フランス座演芸場東洋館「天狗連参る其の肆」出演、古典落語「辰巳の辻占」を披露。共演：金原亭世之介、渡辺裕太、神木優、砂原健佑、安川純平、フォーンクルック幹治、金原亭駒平。
2020年5月17日、無観客配信落語会「天狗連参る別館」初のオンライン落語会に出演。古典落語「風呂敷」披露。共演:渡辺裕太、金原亭駒平。出演予定の金原亭世之介は体調不良にて休演。
2020年8月30日・31日、お江戸日本橋亭「天狗連参る別館〜投扇興発足記念落語会」。古典落語「風呂敷」「金明竹」披露。共演:金原亭世之介、神木優、渡辺裕太、フォーンクルック幹治、砂原健佑、金原亭駒平
2020年10月18日、川崎大島劇場「煌座✖️天狗連参る」古典落語 「粗忽長屋」「紙入れ」披露。共演:煌京一郎、煌乙友羽、松井悠、金原亭世之介、神木優、フォーンクルック幹治、砂原健佑、金原亭駒平
2020年12月26日、浅草フランス座演芸場東洋館「天狗連参る其の伍〜襲名披露公演」出演、古典落語 人情噺「芝浜」を披露。金原亭世之介より「天狗連志ん進」の高座名を襲名する。共演:金原亭世之介、天狗連志ん喜(神木優)、天狗連役車(松井悠）、天狗連鳩太郎(フォーンクルック幹治)、天狗連花京(砂川健佑)、天狗連忞々丸(安川純平)、金原亭駒平。
2021年9月1日、日本橋亭「天狗連参る別館〜俳遊(渡辺裕太)襲名披露公演」出演、古典落語 「紙入れ」を披露。共演:金原亭世之介、天狗連俳遊、天狗連役車、天狗連鳩太郎、金原亭駒平、金原亭志ん喜
2021年10月30日、GOODSTOCKTOKYO「天狗連参る別館 日出郎リアルバースディ落語会」出演。古典落語「金明竹」披露。共演:金原亭世之介、桂三木助、金原亭杏寿、金原亭駒平、金原亭志ん喜
2022年5月22日、GOODSTOCKTOKYO「天狗連参る別館」[古典落語] 「垂乳根」を披露。共演:金原亭世之介、天狗連俳遊、金原亭杏寿
2022年11月13日、浅草フランス座演芸場東洋館「天狗連参る其の陸〜志ん進✖️俳遊　二人会」出演、古典落語 「金明竹」を披露。共演:天狗連俳遊(渡辺裕太)、金原亭世之介、天狗連鳩太郎(フォーンクルック幹治)、稲村梓、金原亭杏寿、金原亭駒平
2023年2月5日、GOODSTOCKTOKYO「天狗連参る別館 日出郎40周年落語会」[古典落語]「時そば」、「辰巳の辻占」を披露。共演:金原亭世之介、金原亭駒平
2023年8月1日、浅草フランス座東洋館「天狗連参る其の漆」[古典落語]「堪忍袋」を披露。共演: 高木聡一朗、天狗連役車(松井悠)、天狗連俳遊(渡辺裕太)、天狗連鳩太郎(フォーンクルック幹治)、金原亭世之介、金原亭駒平、金原亭志ん喜
2024年5月9日、浅草フランス座東洋館「天狗連参る其の漆」[古典落語]「垂乳根」を披露。共演: 天狗連俳遊(渡辺裕太)、天狗連志ん喜(神木優)、天狗連鳩太郎(フォーンクルック幹治)、金原亭世之介、金原亭駒平
2024年12月18日、浅草フランス座東洋館「天狗連参る其の玖」[古典落語]「時そば」を披露。共演: 天狗連俳遊(渡辺裕太)、天狗連志ん喜(神木優)、天狗連鳩太郎(フォーンクルック幹治)、前田隆成、金原亭世之介、金原亭駒平
2025年4月30日、GOODSTOCKTOKYO「天狗連参る別館」出演。古典落語紙入れ披露。共演:金原亭世之介、天狗連志ん喜(神木優)、金原亭駒平、天狗連鳩太郎(フォーンクルック幹治)
2025年6月12日、浅草フランス座東洋館「天狗連参る其の拾」[古典落語]「死神」を披露。共演: 天狗連俳遊(渡辺裕太)、天狗連志ん喜(神木優)、天狗連鳩太郎(フォーンクルック幹治)、天狗連忞々丸(安川純平)、前田隆成、金原亭世之介、金原亭駒平

## 出演舞台・ライブコンサート
また、近年では俳優として舞台にも活動拠点を広げている。
2008年4月、東京芸術劇場・AIproduce舞台「デ・ブレード」に出演（役者として初舞台）
2008年11月、東京芸術劇場・AIproduce舞台「デブチャンズ11」に出演
2009年2月、シアターグリーン・AIproduce舞台「HEROマンモスグリーン」に出演
2010年10月、シアターグリーン・AIproduce舞台「GHOST」に主演
2011年9月、スペース・ゼロ・エアースタジオ舞台「信長」出演。演出・脚本：藤森一朗、共演：大山真志、三又又三、中上雅巳他。
2012年6月、シアターグリーン・アリーエンターテイメント舞台「いい日、僕なり。」に出演。演出・脚本：藤森一朗、共演：竹匠、菊池麻衣子、佐藤祐基、田中章（プリンプリン）、井之上史織他。
2012年9月、新国立劇場・エアースタジオ舞台「MOTHER ～特攻の母 鳥濱トメ物語」出演。演出・脚本：藤森一朗、共演：大林素子、小西博之、亘健太郎（フルーツポンチ）他。
2013年12月、新国立劇場・エアースタジオ舞台「MOTHER ～特攻の母 鳥濱トメ物語」出演。演出・脚本：藤森一朗、共演：大林素子、小西博之、野久保直樹、林明寛、森田涼花、佐々木絵梨花、ワッキー他。
2014年3月、広島アステールプラザ、新神戸オリエンタルシティ・エアースタジオ舞台「MOTHER ～特攻の母 鳥濱トメ物語」地方公演出演。演出・脚本：藤森一朗・共演：大林素子、小西博之、野久保直樹、林明寛、森田涼花、佐々木絵梨花、ワッキー他。
2014年3月　笹塚ファクトリー・FPアドバンス舞台新演出版「男おいらん」に主演。ナンバーワン男花魁紫乃として出演。原作・脚本：内藤みか、演出・脚本：三浦佑介、共演：吉原シュート、矢口空他。
2014年9月、新国立劇場・エアースタジオ舞台「MOTHER ～特攻の母 鳥濱トメ物語」に出演。演出・脚本：藤森一朗、共演：大林素子、鈴木勝大、井之上史織他。
2014年12月、品川スクエア荏原ひらつかホール・劇団SBZ公演「忠臣蔵～元禄仇討ち裏事情」出演。大石内蔵助を誘惑する京都の吉野太夫として出演。幕開けには歌「花魁坂」を披露。脚本・演出：和希太平。共演：佐藤輝、松元信太朗、武智大輔、武田知大、鼓太郎、市瀬秀和、坂本直弥、北嶋マミ、他
2015年1月舞台　ワイアールジャパンプロデュース「拳聖」の1月17日に、日替わりゲスト出演。共演：鶴田亮介、末野卓磨他。
2015年10月天王洲銀河劇場・エアースタジオ舞台「MOTHER ～特攻の母 鳥濱トメ物語」出演。演出・脚本：藤森一朗、共演：大林素子、阿藤快、ワッキー、片山陽加、神木優、鶴田亮介、永田彬他。
2015年10月・11月、エアースタジオ舞台「MOTHER ～特攻の母 鳥濱トメ物語」に全国公演ツアーに参加。演出・脚本：藤森一朗、共演：大林素子、阿藤快、ワッキー、片山陽加、神木優、鶴田亮介、永田彬他。
2016年8月、三越劇場・ウィリアム・シェイクスピア没後400年記念公演「リア王」出演。演出：野伏翔、共演：横内正、土屋アンナ、松井誠、森奈みはる、加藤頼、小野寺丈、志村朋春、小松政夫他。
2016年11月、劇小劇場・雀組ホエールズ舞台「稚拙で猥雑な本能寺の変」に織田信長役で出演。演出・脚本：佐藤雀。共演：阪本浩之、持永雄恵、三井伸介、鈴木コウタ　他。
2017年7月、「松井誠ツアー公演　お江戸みやげ・ショー　歌舞輝～KABUKI」に女形としてゲスト出演。東京日本橋公会堂、大阪メルパルクホール、名古屋北文化会館と三都市公演にて本格的日舞を披露。共演：松井誠、長谷川かずき、松井悠、穐吉次代、岬寛太他。
2017年10月、「MOTHER ～特攻の母 鳥濱トメ物語」に1年ぶりに出演。東京新国立劇場、静岡清水マリナート劇場、岐阜不二羽鳥文化センター。演出・脚本：藤森一朗、共演：大林素子、ワッキー、泉川実穂、清水一輝、山口葵、三浦剛、宮下貴浩他。
2018年5月スキマニvol.6　忘れられたら |コフレリオ新宿シアター　脚本・問肇、演出・榊原仁/共演:　大谷美貴、小田久史、井上優、鈴木コウタ、佐藤聡哉、鯵坂万智子、清原ケンジ、西野ゆい、工藤夢心、池羽悠
2018年9月「MOTHER〜特攻の母　鳥濱トメ物語」東京グローブ座公演。
2018年11月「MOTHER〜特攻の母　鳥濱トメ物語」東北公演(仙台、福島、会津若松)参加。
2018年11月雀組ホエールズ『享保の暗闘』作・演出：佐藤雀　池袋シアターグリーン
共演: 阪本浩之、夏井貴浩、仁科克基、松井　悠、神木　優、村尾俊明、鈴木ゆか、卯ノ原圭吾、西野純一郎、南野真一郎、戸張美佳、曜 子、中野あき、沢崎麻衣、安谷屋祐子、竹村　真、大八木八大、御　麿

2019年1月「松井誠新春公演～IT'S SHOWTIME」にて女形として花魁や芸者姿で日舞を披露。
2019年3月14日〜21日、青蛾館創立35周年記念公演「毛皮のマリー」（東京芸術劇場シアターウエスト）に出演。毛皮のマリー役はのぐち和美、美少年役は安川純平と砂原健佑、美少女紋白役は日出郎と中村中、下男役は加納幸和と土屋良太のダブルキャスト。演出は寺山偏陸。偏陸は寺山修司の母・はつの希望により養子縁組をしていることから、修司の義弟。
2019年5月、新宿村LIVE「REDNOWLAND presents 音楽劇「KAIJIN20?~新・怪人二十面相」明智小五郎役で主演。
2019年10月18日～20日下北沢空間リバティーにて奇々怪々喜劇「SUN　HUMAN」主演。作・演出：テオ・ポー、共演：東てる美、板野成美他。
2020年2月23日、銀座ラウンジZEROにてディナーショー「恋しまSHOW」に出演。共演:都布良ひとみ、山上兄弟。
2020年11月、「MOTHER ～特攻の母 鳥濱トメ物語」に出演。東京新国立劇場。演出・脚本：藤森一朗、共演：浅香唯他。
2021年11月、「MOTHER ～特攻の母 鳥濱トメ物語」出演。東京シアター1010。演出・脚本：藤森一朗、共演：浅香唯、ワッキー他。
2021年12月9日、神木優presents『桃太郎芸術祭』出演。渋谷Mt.RAINIER HALL SHIBUYA PLEASURE PLEASURE）。共演：神木優（桃太郎俳優）、大藏基誠（狂言）、王文強（中国変面 川劇）、森一弥（漫才）。
2022年8月舞台「オネェミュージカルLAKI★LAKI HIPSTAR〜真夏の夜の悪夢」主演。東京シアターサンモール、演出脚本：藤森一朗・共演：蝶羽、エスムラルダ、葛たか喜代、Yui、有栖川朋花、高木聡一朗、朝田淳弥、松本健司、金原亭世之介、東てる美他
2023年5月　日出郎40周年記念プロデュース公演「楽屋」。東京中野新井薬師スペシャルカラーズ、脚本：清水邦夫 演出:さい鹿秀吉・共演：蝶羽、エスムラルダ、葛たか喜代
2023年10月30日SHIBUYA PLEASURE PLEASUREにて日出郎40thANNIVERSARY&59thBirthday concert
2023年11月　ラフテイル・オブ・アラジン 〜Aladdin and the Magic Lamp Story〜（2023年11月22日 - 26日予定、こくみん共済 coop ホール/スペース・ゼロ)-アフリーキー役
2024年4月　日出郎プロデュース公演「楽屋」。東京中野新井薬師スペシャルカラーズ、脚本：清水邦夫 演出:さい鹿秀吉・共演：エスムラルダ、葛たか喜代、有栖川朋花
2024年7月　日出郎プロデュース公演「楽屋〜4羽の白鳥編」構成、振付　美里悠茉
出演:
踊子A 美里悠茉
踊子B ふじえり。
踊子C 植田綾乃
踊子D 児玉アメリア彩

2024年10月30日池之端ライブスペースQuiにて日出郎還暦ディナーライブ「RED」
出演: 日出郎（Vo.）　山野井孝和 （Pf.）
ゲスト:ちあきホイみ(八方不美人)

2025年3月、「MOTHER ～特攻の母 鳥濱トメ物語」に出演。東京新国立劇場。演出・脚本：藤森一朗、共演：浅香唯、ワッキー、太田博久(ジャングルポケット (お笑い))、安藤美姫、他
2025年8月、アガサクリスティ「そして誰もいなくなった」に出演。両国エアースタジオ。演出・脚色:藤森一朗、共演: 秋川リサ、フォーンクルック幹治、他

## ディスコグラフィー
- 1991年、『KAYOUKIYOKUーNOーCLUBMIX』TFPRODCTION（福富幸宏&寺田康彦）。HIDEROU名義でボーカル参加（アルファレコード）
- 1992年、『燃えろバルセロナ』（アルファレコード）ソロデビュー
- 1995年、『カマキリのかあちゃん』（日本コロムビア）
- 2000年、なんでもQ歌のアルバム大全集〜はてなのはね〜（2000年6月21日／COCX-30959） ※歌唱曲1曲を収録。

カマキリのかあちゃん（作詞：里乃塚玲央／作曲：つのごうじ）
- 2002年、『ドンカマ～日出郎X空手サイコ(Latin Quarter)至福刑事 Vol.2』Pヴァイン
- 2003年、『ターニング・ポイント』（ニューセンチュリーレコード）
- 2008年、『アゲパラ』PARTY X PARTYメンバーとして。HΛLプロデュース。ばっぷる社
- 2010年、『花中時代』花中メンバーとして（Zureyama's Record/VIVID SOUND）
- 2011年、『ShutUppp!』（Zureyama's Record/VIVID SOUND）
- 2012年、デビュー30周年記念シングル『友人代表』『ガン降りの雨』 両A面 (FANTAGIO ENTERTAINMENT)
- 2016年、『EXCITE』（Zureyama's Record/VIVID SOUND）
- 2018年、『燃える！バルセロナ』（キューンミュージック）石野卓球プロデュース
- 2019年、『30』（キューンミュージック）収録の「電気グルーヴ30周年の唄」に声で参加

## 近年のメディア出演
- 2008年「カクヘン」CXレギュラーMC共演:原田篤、岩崎う大、若尾桂子、高見こころ
- 2010年「キャバっ娘倶楽部」司会・千葉テレビ10月1日～12月30日他
- 2011年「金曜プライムブラックマヨネーズの追跡スクープ!」日本テレビ系、「出没アド街ック天国」テレビ東京系他
- 2012年ぐるぐるナインティナインSP「おめでとう!!芸人わんさか発掘おもしろ荘SP」コーナー司会 日本テレビ系他
- 2013年「解決!ナイナイアンサーSP」クセ者相談員ゲスト - ウェイバックマシン（2012年11月8日アーカイブ分） 日本テレビ系他
- 2014年「爆報! THE フライデー」TBS系、「ハックツベリー」テレビ東京系他
- 2015年「ダウンタウンなう」フジテレビ系、「有田チルドレン」TBS系他
- 2016年「メレンゲの気持ち」日本テレビ系、ドラマ「女優堕ち」BS朝日他
- 2017年「じっくり聞いタロウ〜スター近況（秘）報告〜」[19]テレビ東京系、「有吉反省会」日本テレビ系他
- 2018年「ダラケ! 〜お金を払ってでも見たいクイズ〜」（『新宿2丁目を知り尽くしたゲイ』ダラケの回、初回放送：2018年7月12日）他
- 2019年「直撃LIVE グッディ!」フジテレビ系、「情報ライブ ミヤネ屋」読売テレビ系、「バイキング 」フジテレビ系他
- 2020年「クイズ!脳ベルSHOW」フジテレビ系他
- 2021年「水曜日のダウンタウン」TBS系、「クイズ!脳ベルSHOW」フジテレビ系、他
- 2022年 「じっくり聞いタロウ〜あの有名人は何やってるのSP㊙報告〜」テレビ東京系他
- 2023年 NHK✖️ 日本テレビコラボテレビ史70年SP「TV70 」NHK、日本テレビ系

　JFN 春風亭一之輔の SUNDAY FLICKERSゲスト　他
- 2024年寄席チャンネル「天狗連参る」　他

## 映画
- 1990年『病院へ行こう』滝田洋二郎監督
- 2000年『修羅がゆく完結篇』
- 2005年『逆鱗組七人衆』
- 2015年『DENKI GROOVE THE MOVIE? 〜石野卓球とピエール瀧〜』山根成之監督
- 2020年『メグライオン』河崎実監督
- 2023年『老ナルキソス』東海林毅監督

## CM
- スーパーマリオUSA（キャサリン）1992年 ファミリーコンピュータ 任天堂
- スーパーマリオコレクション（キャサリン）1993年 スーパーファミコン 任天堂
- 伊藤ハム ポークビッツ（フランス人）